# Nicolas Thoule
Nicolas Thoule (* 7. August 1990 in Évian-les-Bains) ist ein ehemaliger französischer Skirennläufer. Seine stärkste Disziplin war der Slalom.

## Biografie
Thoule nahm ab dem Winter 2005/2006 an FIS-Rennen und nationalen (Junioren-)Meisterschaften in seinem Heimatland teil. Seine ersten Starts außerhalb Frankreichs hatte er beim European Youth Olympic Festival 2007 im spanischen Jaca, wo er die Silbermedaille im Riesenslalom gewann und Vierter im Slalom wurde. Bei Juniorenweltmeisterschaften, an denen Thoule von 2008 bis 2010 teilnahm, fuhr er dreimal unter die besten zehn: 2008 wurde er Achter im Slalom und in der Kombination und 2009 Neunter im Slalom.
Im Europacup ist Thoule seit Dezember 2007 am Start, doch zunächst erreichte er nur in wenigen Rennen die Punkteränge. Auch als er 2010 vom Juniorenkader in den B-Kader des Französischen Skiverbandes aufstieg, verbesserten sich seine Ergebnisse nur wenig. In der Saison 2011/12 gelang ihm dann der Anschluss an die Spitze: Thoule erreichte zunächst seine ersten Top-10-Platzierungen, fuhr im Januar zweimal auf das Podest und feierte zu Saisonende am 18. März 2012 im Slalom von Courmayeur den ersten Sieg. Damit erzielte er in der Slalomwertung den dritten und im Gesamtklassement den fünften Rang. Im selben Winter fuhr Thoule in seiner stärksten Disziplin, dem Slalom, auch die ersten Weltcuprennen, kam aber bei keinem seiner sechs Starts bis in den zweiten Durchgang.
Am 11. November 2012 gewann Thoule mit Platz 22 im Slalom von Levi seine ersten Weltcuppunkte. Nach der Saison 2014/15 beendete er seine Karriere.

## Erfolge

### Weltcup
- 1 Platzierung unter den besten 30

### Weltcupwertungen
| Saison  | Gesamt | Gesamt | Slalom | Slalom |
| Saison  | Platz  | Punkte | Platz  | Punkte |
| ------- | ------ | ------ | ------ | ------ |
| 2012/13 | 131.   | 9      | 50.    | 99     |

### Juniorenweltmeisterschaften
- Formigal 2008: 8. Slalom, 8. Kombination, 11. Riesenslalom, 17. Super-G, 31. Abfahrt
- Garmisch-Partenkirchen 2009: 9. Slalom, 19. Abfahrt
- Mont Blanc 2010: 17. Riesenslalom, 19. Abfahrt, 30. Super-G

### Europacup
- Saison 2011/12: 5. Gesamtwertung, 3. Slalomwertung

- 3 Podestplätze, davon 1 Sieg:

| Datum         | Ort        | Land    | Disziplin |
| ------------- | ---------- | ------- | --------- |
| 18. März 2012 | Courmayeur | Italien | Slalom    |

### Weitere Erfolge
- Silbermedaille im Riesenslalom des European Youth Olympic Festivals 2007
- 3 Siege in FIS-Rennen